# セコムアルファ
セコムアルファ株式会社（英語: SECOM ALPHA CO., LTD.）は、セコムグループの一員で、自動消火システムや非常用浄水器の開発・製造を行っている企業である。

## 全国支店一所在地
- 本社：東京都渋谷区千駄ヶ谷5丁目17番14号 MSD20ビル
- 関西支店：大阪府大阪市中央区北浜2丁目5番22号 オリックス北浜ビル
- 仙台支店：宮城県仙台市太白区長町3丁目7番13号 アルプス技研仙台長町ビル
- 福岡支店：福岡県福岡市中央区天神2丁目14番8号 福岡天神センタービル
- 中部支店：愛知県名古屋市東区東片端町23番地 東片端サンコービル